# Maralicha
Die Maralicha (russisch Маралиха) ist ein rechter Nebenfluss des Tscharysch in der russischen Region Altai.
Die Maralicha entspringt im Nordwesten des Baschtschelak-Kamms. Sie fließt in überwiegend westlicher Richtung. Die Maralicha mündet schließlich etwa 10 km oberhalb von Krasnoschtschokowo bei der gleichnamigen Landratsgemeinde Maralicha in den Tscharysch. Der Fluss hat eine Länge von 108 km. Sein Einzugsgebiet umfasst 1230 km². Der mittlere Abfluss 11 km oberhalb der Mündung beträgt 6,47 m³/s. Die Maralicha wird hauptsächlich von der Schneeschmelze gespeist. Ihre mittleren Abflüsse in den Monaten April und Mai betragen 30,86 m³/s bzw.
14,96 m³/s.